# Río Mantua
El río Mantua es un curso fluvial cubano que recorre 69 km del extremo oeste de la isla. Nace en las alturas de Pizarras del Norte, en la cordillera de Guaniguanico, en la provincia de Pinar del Río y fluye en dirección este-oeste, desembocando en la bahía de Guadiana, en las aguas del Golfo de México. 
Posee una cuenca hidrográfica de 292,7 km² y cuenta con un total de 20 afluentes. Sus aguas se aprovechan, en parte, para regar los cultivos de hortalizas, arroz, pastos y cultivos varios.